# Женеврёй
Женеврёй (фр. Genevreuille) — коммуна во Франции, находится в регионе Франш-Конте. Департамент — Верхняя Сона. Входит в состав кантона Люр-Нор. Округ коммуны — Люр.
Код INSEE коммуны — 70262.

## География
Коммуна расположена приблизительно в 330 км к юго-востоку от Парижа, в 55 км северо-восточнее Безансона, в 18 км к востоку от Везуля.
По территории коммуны протекает небольшая река Прери.

## Население
Население коммуны на 2010 год составляло 174 человека.
| 1962 | 1968 | 1975 | 1982 | 1990 | 1999 | 2010 |
| ---- | ---- | ---- | ---- | ---- | ---- | ---- |
| 156  | 146  | 131  | 138  | 175  | 138  | 174  |

## Экономика
В 2010 году среди 115 человек трудоспособного возраста (15—64 лет) 86 были экономически активными, 29 — неактивными (показатель активности — 74,8 %, в 1999 году было 69,8 %). Из 86 активных жителей работали 70 человек (40 мужчин и 30 женщин), безработных было 16 (9 мужчин и 7 женщин). Среди 29 неактивных 8 человек были учениками или студентами, 14 — пенсионерами, 7 были неактивными по другим причинам.

## Фотогалерея
- Вокзал
- Карта коммуны